# 杨森公馆 (武汉市)
杨森公馆，是一处公馆建筑，位于中华人民共和国湖北省武汉市江岸区惠济路39号。该建筑原是杨森为自己所修建的豪宅，豪宅四周院落修建园林，是称该院落及公馆为“杨森花园”。1946年国共两党就停止中原战争进行谈判，最终在杨森公馆中签订“汉口协议”。

## 历史
该公馆是杨森在1928年为自己建造的私宅“杨森花园”的一部分，花园建成后占地5.6公顷，其中有假山流水亭台楼阁，但花园园林景观最终全部毁于1931年江淮水灾。
1946年国共中原战争期间，两党为寻求停战开启了谈判。5月8日两党代表首先在宣化店会谈，随后来到汉口杨森公馆中商议，终在10日与此建筑内达成停战协议，即《汉口协议》。在谈判期间，公馆亦为乔治·马歇尔的驻地。
解放军攻下武汉后，杨森公馆被中共中央中南局接管，此后改为中共武汉市委的宿舍楼和办公楼，也一度作为武汉市委的礼堂。

## 建筑概述
建筑为4层砖木机构建筑，地上3层，地下1层，大门门前设有汽车跑道，可直接开车抵达门前。进门为八角形门厅，建筑地面皆铺设木地板，另外还有一座木制旋转楼梯。

## 建筑保护
1993年7月28日，建筑以“杨森公馆”的名义被武汉市人民政府列为第一批武汉市优秀历史建筑。2011年3月21日，建筑以“杨森公馆暨汉口会议旧址”的名义被武汉市人民政府列为第五批武汉市文物保护单位。2014年6月22日，建筑以“国共汉口会议旧址”的名义被湖北省人民政府公布为第六批湖北省文物保护单位。
建筑作为文物的保护范围：国共汉口会议旧址及周围一定范围。以旧址外墙为界，四周各向外延伸10米。
建筑作为文物的建设控制地带：以保护范围为界，四周各向外延伸20米。